# 羽根西
羽根西（はねにし）は、愛知県岡崎市の町名である。岡崎地区に位置する。現行行政地名は羽根西一丁目から羽根西三丁目。

## 地理
岡崎市の南部に位置する。

## 世帯数と人口
2019年（令和元年）5月1日現在の世帯数と人口は以下の通りである。
| 丁目         | 世帯数  | 人口  |
| ------------ | ------- | ----- |
| 羽根西一丁目 | 30世帯  | 67人  |
| 羽根西二丁目 | 141世帯 | 366人 |
| 羽根西三丁目 | 80世帯  | 142人 |
| 計           | 251世帯 | 575人 |

### 人口の変遷
国勢調査による人口の推移
| 2005年（平成17年） | 469人 | [ 6 ] |  |
| 2010年（平成22年） | 558人 | [ 7 ] |  |
| 2015年（平成27年） | 544人 | [ 8 ] |  |

## 小・中学校の学区
市立小・中学校に通う場合、学区は以下の通りとなる。
| 丁目         | 番・番地等 | 小学校             | 中学校           |
| ------------ | ---------- | ------------------ | ---------------- |
| 羽根西一丁目 | 全域       | 岡崎市立城南小学校 | 岡崎市立南中学校 |
| 羽根西二丁目 | 全域       | 岡崎市立城南小学校 | 岡崎市立南中学校 |
| 羽根西三丁目 | 全域       | 岡崎市立城南小学校 | 岡崎市立南中学校 |

## 歴史

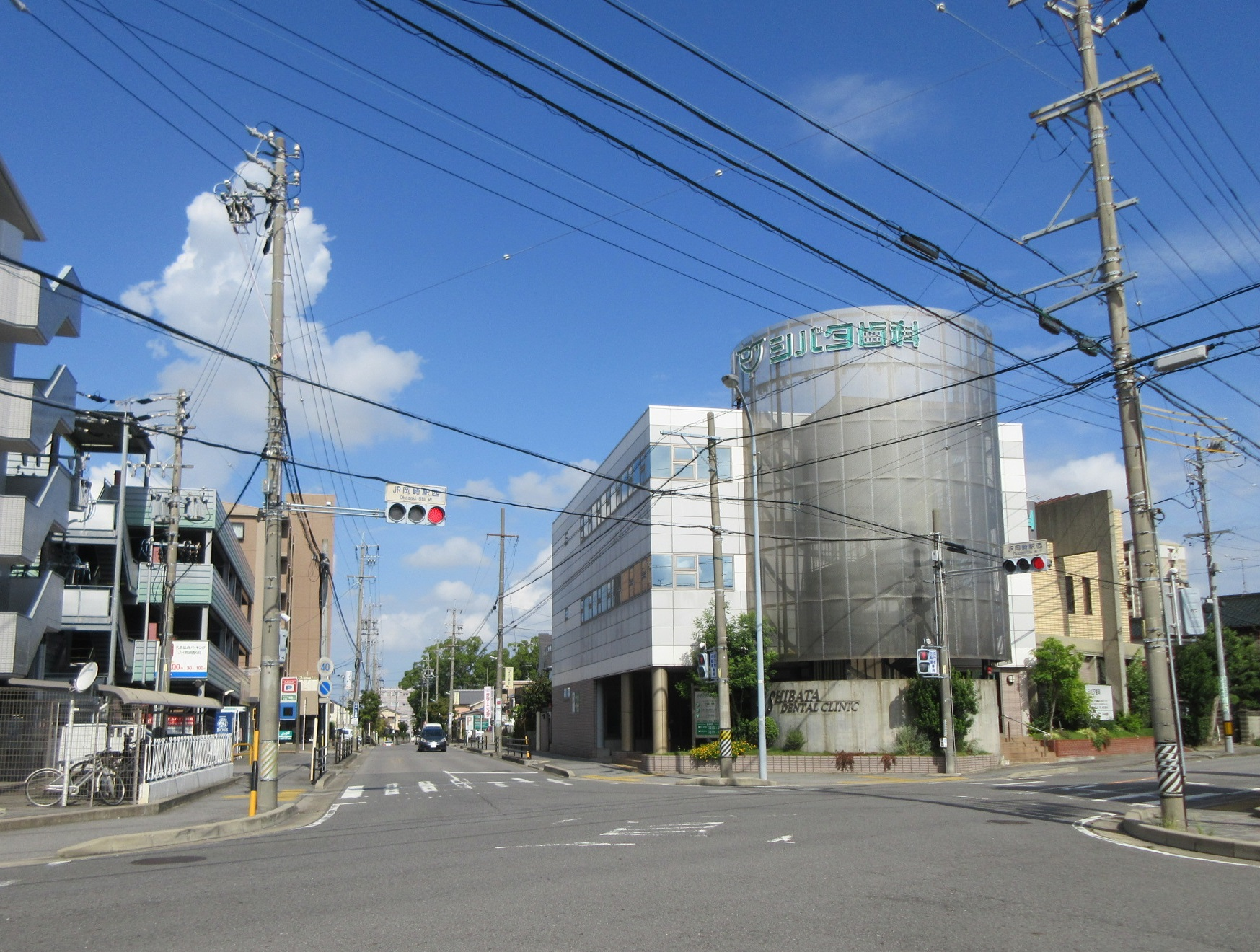
JR岡崎駅西交差点

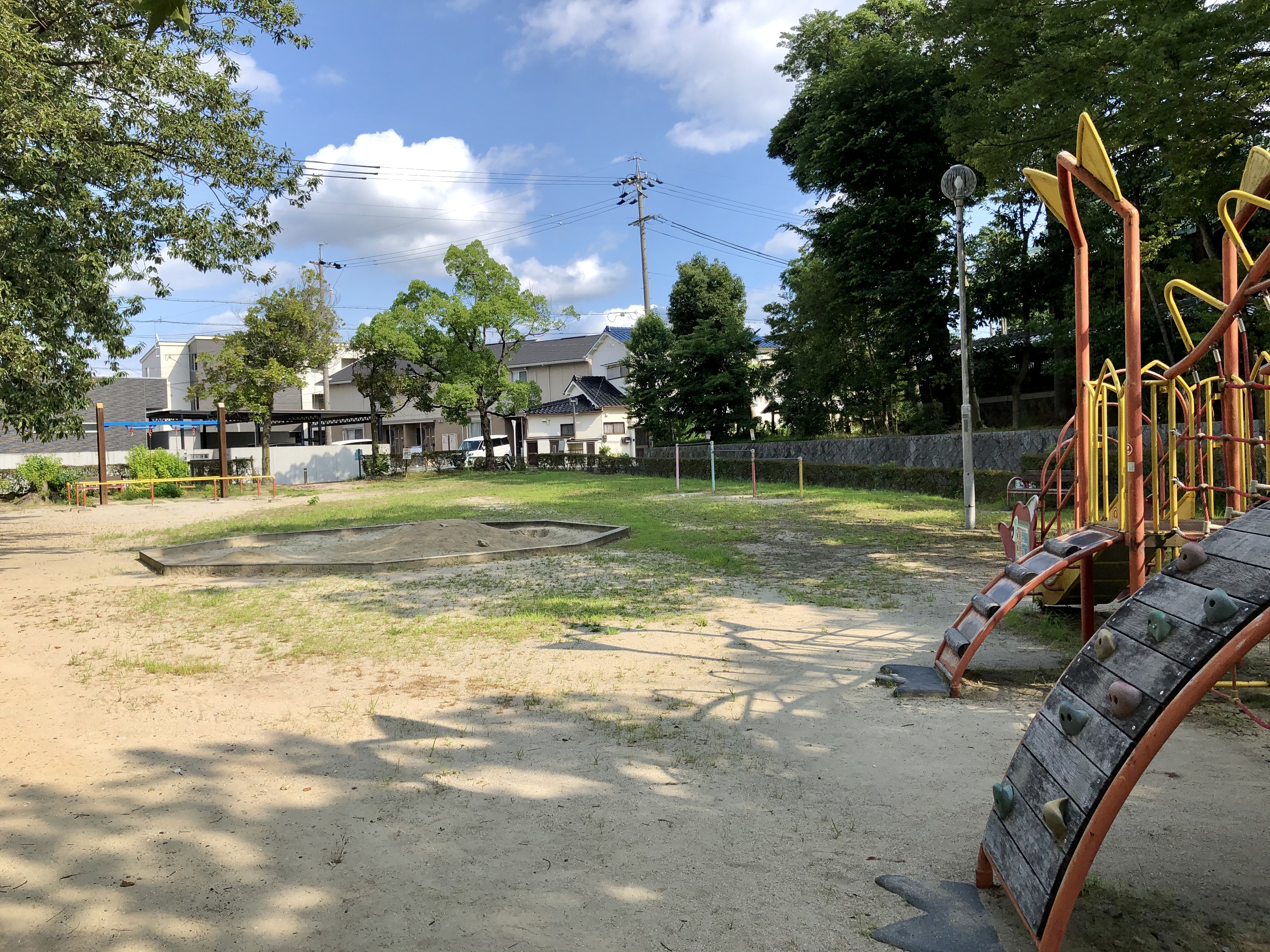
羽根西公園

額田郡羽根村の一部を前身とする。

### 沿革
- 2003年（平成15年）7月26日 - 岡崎都市計画事業 岡崎駅西土地区画整理事業にて、羽根町、柱町、上和田町の各一部を分離し、羽根西一丁目から羽根西三丁目を設置[1]。

### 町名の変遷
（分かる場合は、以下の変遷表で示す）
| 実施後       | 実施年月日                | 実施前（各町名ともその一部）   |
| ------------ | ------------------------- | ------------------------------ |
| 羽根西一丁目 | 2003年（平成15年）7月26日 | 羽根町の一部                   |
| 羽根西二丁目 | 2003年（平成15年）7月26日 | 羽根町、柱町、上和田町の各一部 |
| 羽根西三丁目 | 2003年（平成15年）7月26日 | 羽根町、上和田町の各一部       |

## 施設
- 羽根西公民館
- 稲荷神社

## 交通
鉄道
- JR東海道本線
  - 羽根ガードの一部 - 岡崎駅の一部
- 愛知環状鉄道・愛知環状鉄道線
  - 羽根ガードの一部 - 岡崎駅の一部

道路
- 愛知県道43号岡崎碧南線（土呂西尾道）
- 愛知県道48号岡崎刈谷線（竜南メーンロード）

## その他

### 日本郵便
- 郵便番号 : 444-0838[4]（集配局：岡崎郵便局[10]）。

## 参考資料
- 「角川日本地名大辞典」編纂委員会 編『角川日本地名大辞典 23 愛知県』角川書店、1989年3月8日。ISBN 4-04-001230-5。
- 有限会社平凡社地方資料センター 編『日本歴史地名体系第23巻 愛知県の地名』平凡社、1981年。ISBN 4-582-49023-9。